# Municipio de Hamel
El municipio de Hamel (en inglés: Hamel Township) es un municipio ubicado en el condado de Madison en el estado estadounidense de Illinois. En el año 2010 tenía una población de 2526 habitantes y una densidad poblacional de 26,58 personas por km².

## Geografía
El municipio de Hamel se encuentra ubicado en las coordenadas 38°52′25″N 89°52′14″O / 38.87361, -89.87056. Según la Oficina del Censo de los Estados Unidos, el municipio tiene una superficie total de 95.05 km², de la cual 94.1 km² corresponden a tierra firme y (0.99%) 0.94 km² es agua.

## Demografía
Según el censo de 2010, había 2526 personas residiendo en el municipio de Hamel. La densidad de población era de 26,58 hab./km². De los 2526 habitantes, el municipio de Hamel estaba compuesto por el 98.46% blancos, el 0.32% eran afroamericanos, el 0.12% eran amerindios, el 0.16% eran asiáticos, el 0.04% eran isleños del Pacífico, el 0.16% eran de otras razas y el 0.75% pertenecían a dos o más razas. Del total de la población el 0.55% eran hispanos o latinos de cualquier raza.